# Grotte d'Armintxe
La grotte d'Armintxe est une grotte ornée située dans la commune de Lekeitio, dans la province de Biscaye, dans la communauté autonome du Pays basque, en Espagne,. Elle abrite des gravures pariétales datées du Magdalénien (entre 18 000 et 14 000 ans avant le présent (AP)). Elle a été classée Bien d'intérêt culturel.

## Situation
La grotte d'Armintxe est située à une altitude de 26 m, dans le quartier Letraukua de Lekeitio. Les alentours de la ville comportent de nombreuses cavités, dont beaucoup présentent un intérêt géologique ou archéologique.

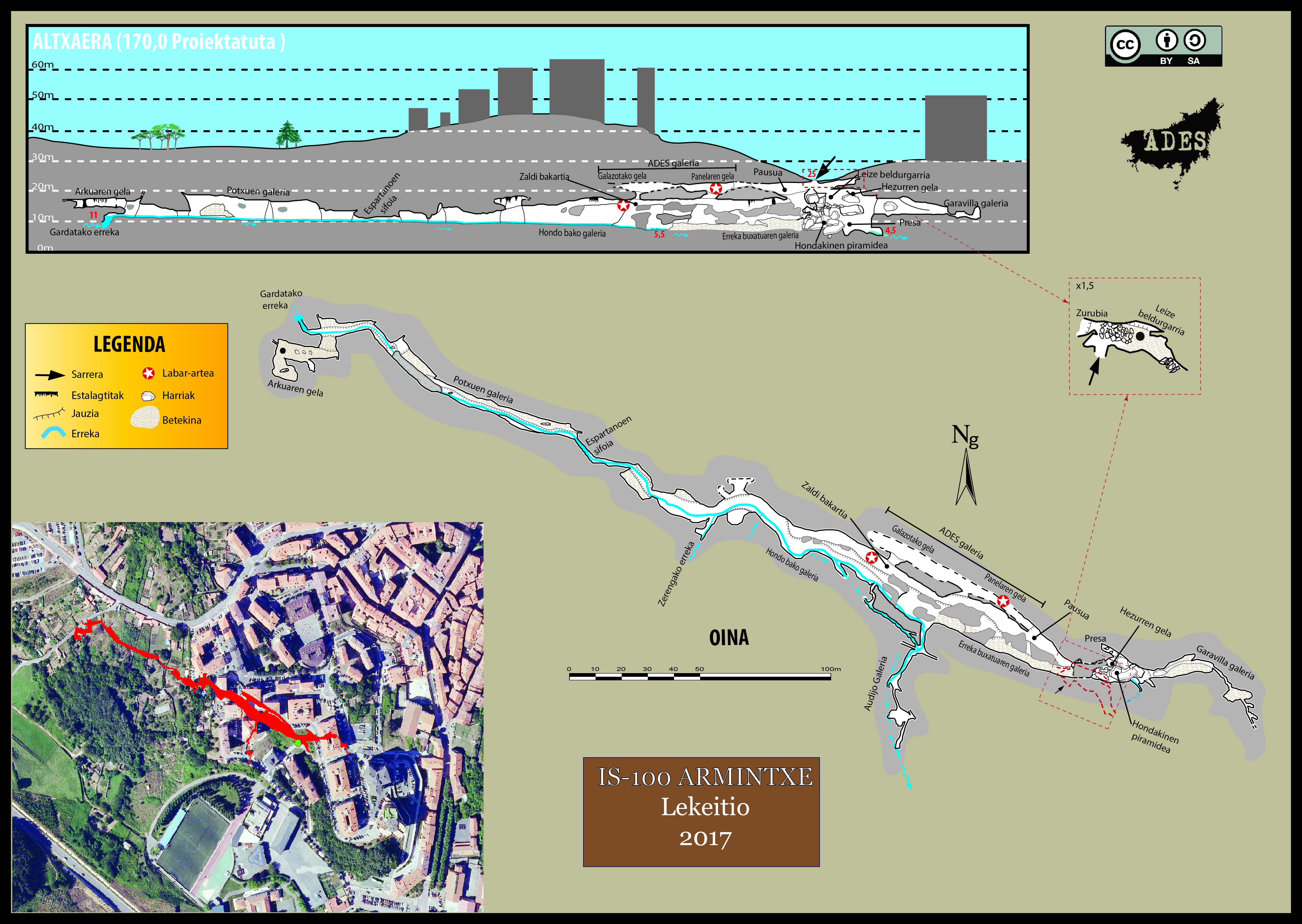
Topographie de la grotte d'Armintxe (zones explorées)

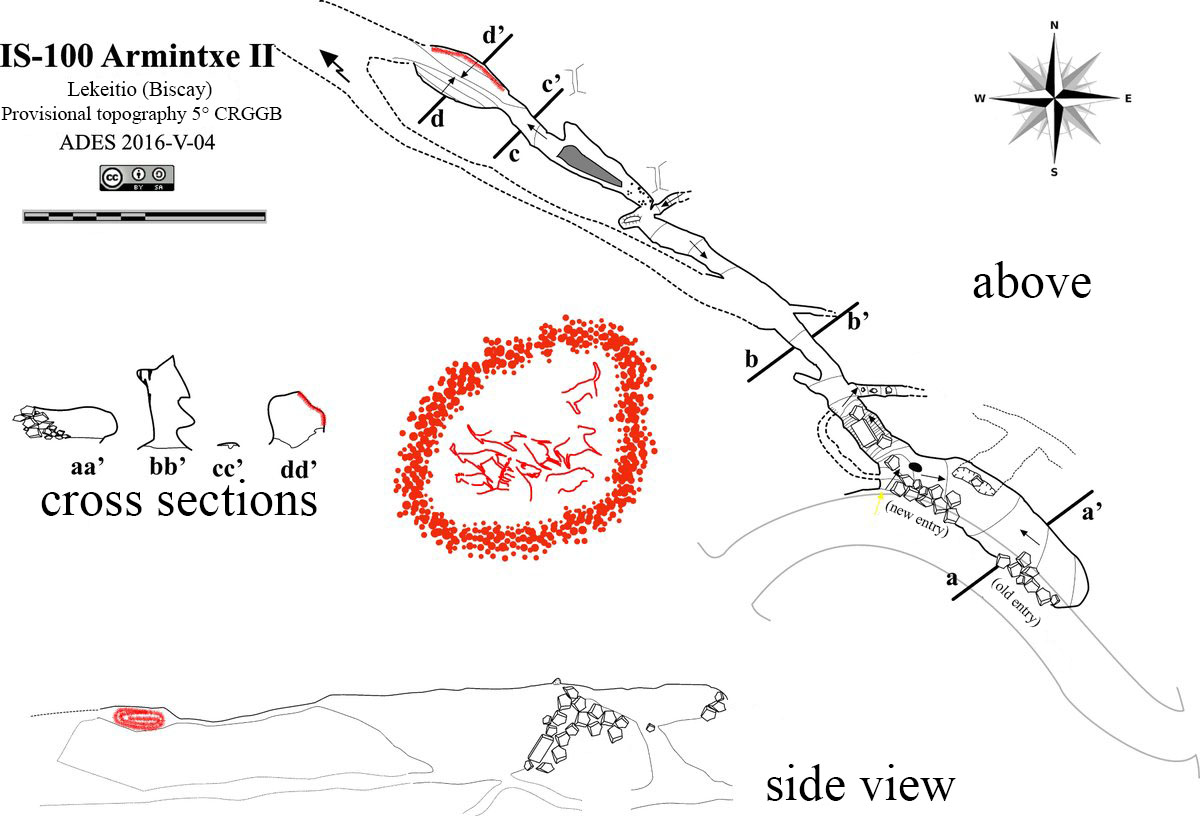
Plan de la grotte d'Armintxe

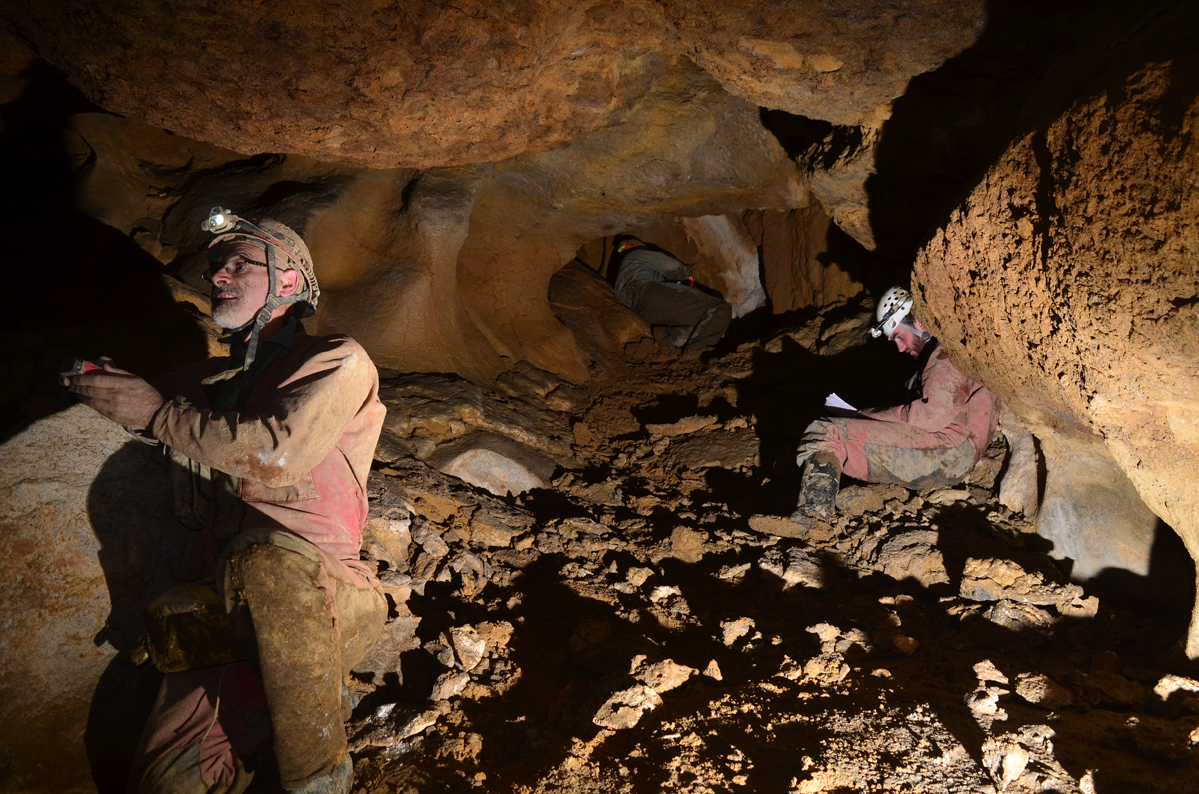
Intérieur de la grotte

## Historique
Depuis des siècles, la grotte d'Armintxe est connue dans la ville, avec des traces écrites remontant au moins à 1796, où elle est mentionnée dans un rapport sur l'éventuelle captation des eaux qui y circulent. Divers travaux ont ensuite été réalisés à cet effet, dont un barrage à l'intérieur. Cependant, en raison de la construction de logements entre 1990 et 2010, on a tenté de recouvrir complètement l'entrée de gravats. On pensait que la grotte avait disparu à cause des travaux d'urbanisation et de construction réalisés à cette époque.
La compilation des informations connues a amené les spéléologues à tenter de redécouvrir l'entrée. Elle a été retrouvée et explorée le 1er mai 2016 par huit spéléologues du groupe basque ADES Espeleologia Elkartea. Après avoir ouvert le conduit d'entrée, situé à flanc de colline en milieu urbain, ils sont entrés dans des galeries encore inconnues et ont trouvé une salle contenant le panneau de gravures pariétales, dont deux représentant des lions.

## Description
La grotte d'Armintxe est inhabituellement longue dans la région et environ 1 km de galeries y ont été explorées.

## Art pariétal
Le panneau de figures pariétales est situé à environ 85 m en ligne droite de l'entrée. Il se compose de plus de cinquante grandes gravures en excellent état. La plupart d'entre elles sont des animaux, bien qu'il existe également des lignes claviculaires et des symboles de type pyrénéen, très rares dans la région cantabrique. Les chevaux, les bisons et les caprins abondent, et la figure d'un lion se détache au milieu du panneau, accompagnée, au moins, d'une autre située à l'arrière-plan, qui sont les deux représentations de lion les plus claires de toute la péninsule Ibérique. Dix figures de chevaux, cinq de caprins, un couple de bisons et quatre autres animaux ont été dénombrés.
L'ensemble date du Magdalénien (entre 18 000 et 14 000 ans AP) et a donc été réalisé durant la même période que les figures pariétales de la grotte de Santimamiñe et de la grotte d'Atxurra.

## Problèmes de préservation
Dès le premier jour, les spéléologues ont découvert que la grotte présentait des problèmes importants pour la conservation du patrimoine artistique nouvellement découvert. La cavité fonctionne comme un collecteur d'eau provenant d'une vaste zone, et il a été prouvé que les actions humaines au cours des deux derniers siècles ont profondément modifié le cours de la rivière souterraine, bloquant la libre circulation en de nombreux points en raison des différents travaux d'urbanisation.
En conséquence, et coïncidant avec des périodes de pluies intenses, des inondations cycliques se produisent, inondant complètement une grande partie de la galerie. À un moment donné, les inondations ont atteint la base de la salle principale. Il a également été prouvé que certaines gravures situées à des niveaux inférieurs subissent pour cette raison une détérioration progressive. Il n’est donc pas exclu que les eaux inondent complètement la salle des gravures principale si des travaux ne sont pas entrepris pour résoudre le problème.